# Kovařovicova vila
Kovařovicova vila je třípodlažní kubistická budova na Rašínově nábřeží v Praze v městské části Vyšehrad nedaleko Vyšehradského železničního mostu. Od 3. května 1958 je zapsána v seznamu nemovitých kulturních památek v Česku.

## Historie

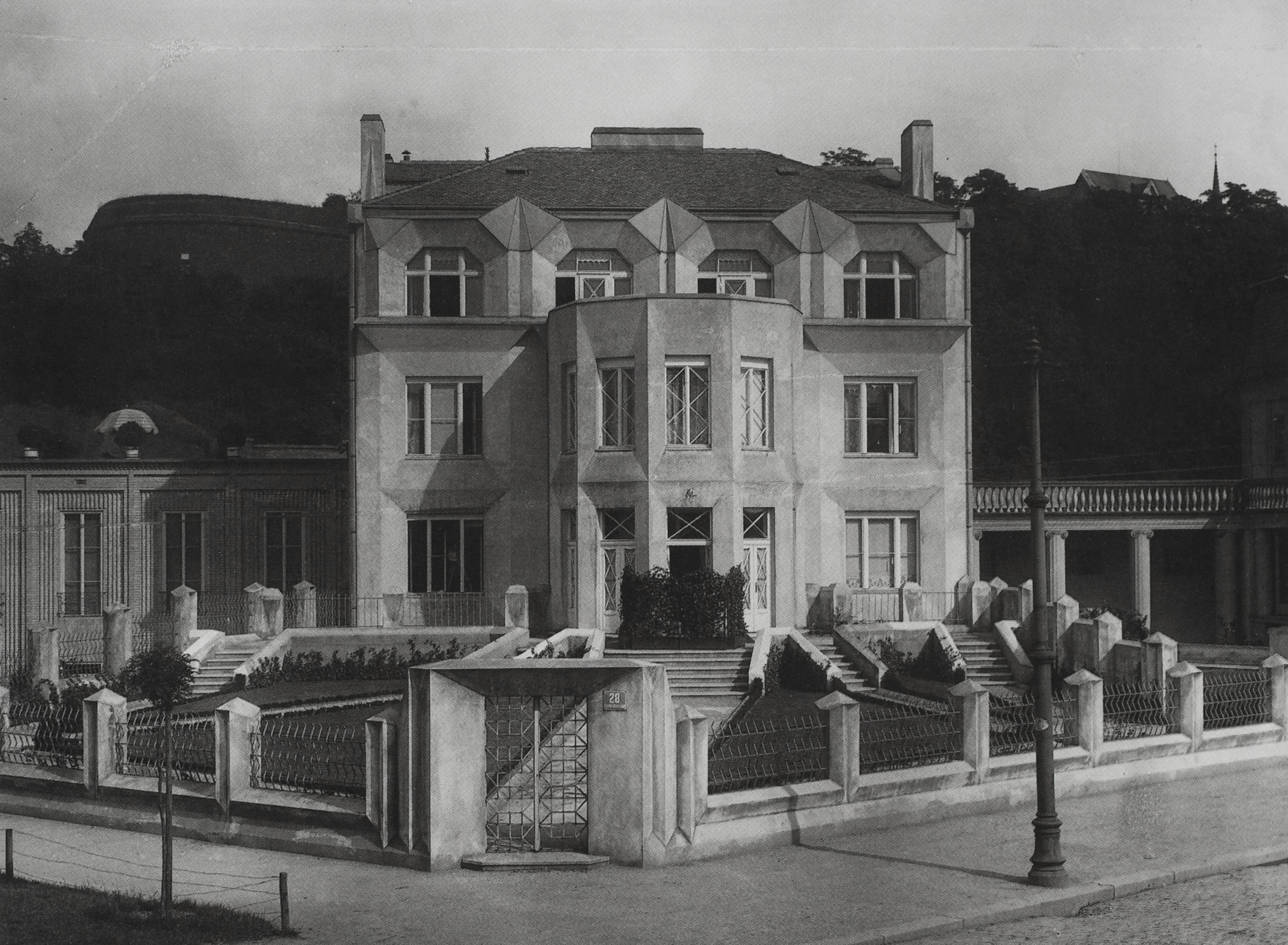
Historická fotografie vily

Vilu postavil podle návrhu architekta Josefa Chochola stavitel Bedřich Kovařovic.
V roce 1944 byla budova rozsáhle přestavěna ve svém interiéru. S výjimkou zábradlí u vstupu do vily tak zanikly všechny prvky kubistického interiéru vily.
V letech 1960–1995 vila sloužila jako mateřská škola. Během této doby zaniklo původní rozvržení zahrady a přibyla na ní například garáž.
V 90. letech 20. století došlo k rozsáhlé rekonstrukci pod dohledem architektů. Byly obnoveny původní prvky jako například okna, dveře, půdorys zahrady či oplocení, které odkazovalo na kubistický charakter stavby. Místo anglických zapuštěných dvorků v úrovni sklepa vznikly dvě zastřešené místnosti.
V 21. století není budova veřejně přístupná, slouží jako kanceláře. K roku 2020 zde sídlí agentura MullenLowe a další mediálně-kreativní společnosti. Je zde přibližně 30 pracovních míst. Vila byla zpřístupněna veřejnosti během festivalu Den architektury 2017 a během Open House Praha 2020 a 2021.
V červnu 2021 se vila za nespecifikovanou částku prodává.

## Popis
Jde o pětipodlažní dům se zahradou v razantním kubistickém stylu. Nachází se zde sklep, tři obytná patra a půda. Hlavní průčelí vily směřuje do Libušiny ulice. Zadní průčelí, které bylo zamýšleno jako reprezentativní, se otáčí do přilehlé zahrady směrem k Rašínovu nábřeží. Oproti zadnímu je zdobnější a působí dynamičtěji. To způsobuje například schodiště a rizalit vystupující do zahrady.
S Kovařovicovou vilou sousedí zprava (pohled z Libušiny ulice) modernistická Sequensova vila, zleva secesně klasicistní vila Na Libušince. Obě na vilu přímo navazují a byly postavené ve stejné době.

## Budovy v okolí

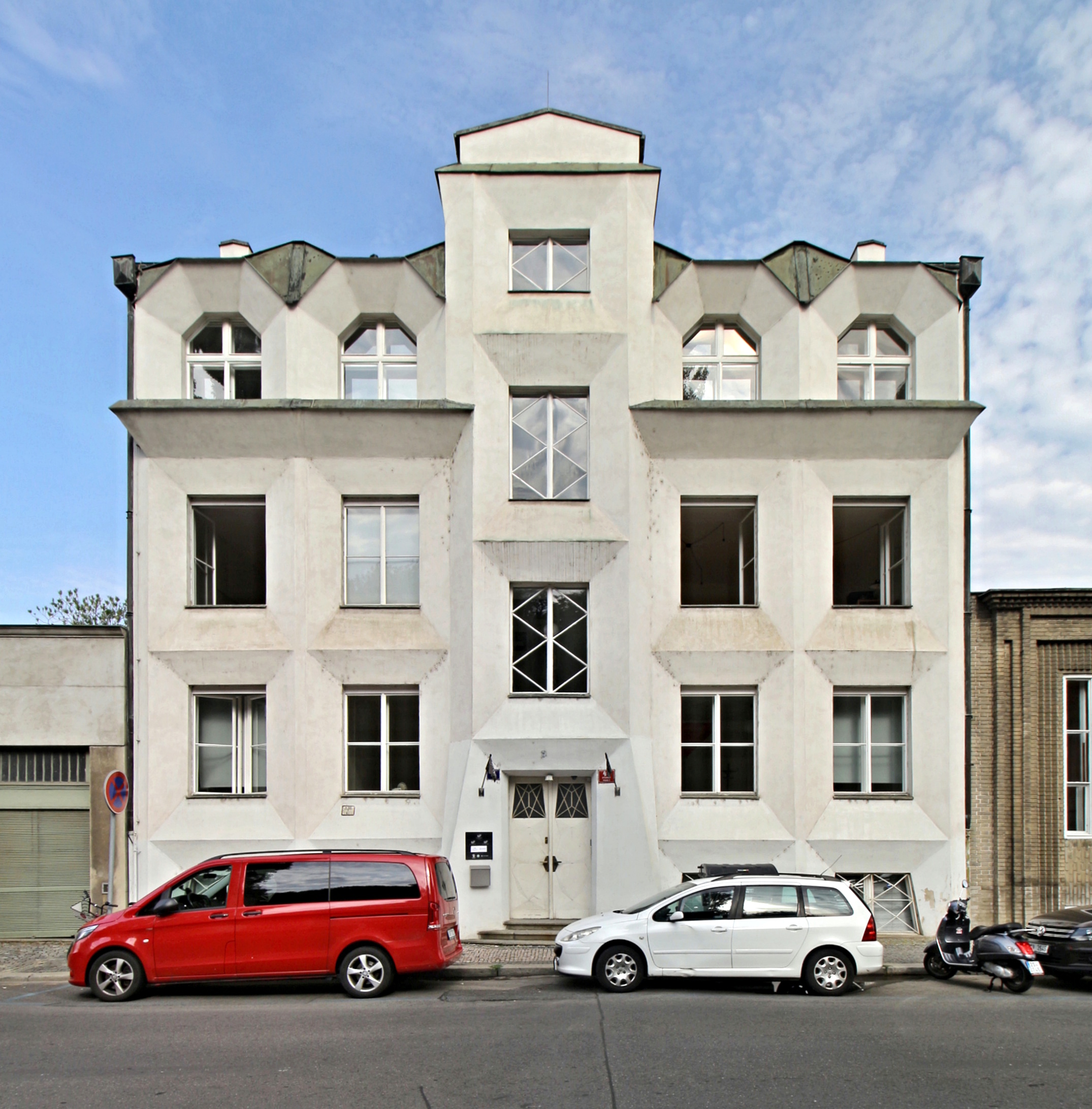
Hlavní průčelí vily v Libušině ulici

- Vyšehradská sokolovna (sídlo basketbalového klubu TJ Sokol Vyšehrad)
- Kubistický trojdům na Rašínově nábřeží
- Kubistický dům v Neklanově ulici